# It's Raining Again
"It's Raining Again" är en sång inspelad av Supertramp och släppt på singel från albumet ...Famous Last Words... 1982. Sången skrevs av Roger Hodgson, och beskriver en person som söker efter kärlek efter att ha gjort slut med en tidigare. På Billboard 100 debuterade låten på placeringen #31, och blev därmed 1982 års högst placerade debutant, och låg som bäst på #11. I studioinspelningen sjöng Roger Hodgson alla röster själv, men vid liveframträdanden på turnén "Famous Last Words" tog han hjälp av John Helliwell och Scott Page.
I slutet spelar John Helliwell ett saxofonsolo, och barn sjunger på den gamla barnsången "It's raining it's pouring the old man is snoring" i slutet. 

## Listplaceringar
Låten debuterade på placeringen #31 den 30 oktober 1982 på Billboard Hot 100, och blev högst placerade debutande på den listan under 1982, och nådde topplaceringen at #11.  Låten blev också en stror framgång på de europeiska listorna, och nådde top 10 i Österrike, Nederländerna, Tyskland och Schweiz.
| Lista (1982)                             | Topplacering |
| ---------------------------------------- | ------------ |
| Brittiska singellistan                   | 26           |
| Österrikiska singellistan                | 7            |
| Nederländska GfK-listan                  | 6            |
| Nederländska Top 40                      | 6            |
| Västtyska singellistan                   | 3            |
| Irländska singellistan                   | 16           |
| Norska singellistan                      | 6            |
| Schweiziska singellistan                 | 2            |
| Amerikanska Billboard Hot 100            | 11           |
| Amerikanska Billboard Adult Contemporary | 5            |
| Amerikanska Billboard Mainstream Rock    | 7            |

## Medverkande
- Roger Hodgson - piano, synthesizers, lead and backing vocals
- Dougie Thomson - basgitarr
- Bob Siebenberg - trummor
- Rick Davies - tilläggande synthesizer, melodica, solo
- John Helliwell - Barytonsaxofon (mitten) och tenorsaxofon

### Fotnoter
1. ↑  ”Chart Stats - Supertramp - It's Raining Again”. Arkiverad från originalet den 2 mars 2009. https://web.archive.org/web/20090302172219/http://www.chartstats.com/songinfo.php?id=10232. Läst 22 februari 2009.
2. ↑  ”Supertramp - It's Raining Again - austriancharts.at”. http://austriancharts.at/showitem.asp?interpret=Supertramp&titel=It%27s+Raining+Again&cat=s. Läst 22 februari 2009.
3. ↑  ”dutchcharts.nl - Supertramp - It's Raining Again”. http://dutchcharts.nl/showitem.asp?interpret=Supertramp&titel=It%27s+Raining+Again&cat=s. Läst 22 februari 2009.
4. ↑  ”De Nederlandse Top 40, week 47, 1982”. Arkiverad från originalet den 2 mars 2009. https://web.archive.org/web/20090302161756/http://www.radio538.nl/web/show/id%3D44685/chartid%3D6002. Läst 22 februari 2009.
5. ↑  ”charts-surfer.de search results”. http://www.charts-surfer.de. Läst 22 februari 2009.
6. ↑  ”irishcharts.ie search results”. http://www.irishcharts.ie. Läst 22 februari 2009.
7. ↑  ”norwegiancharts.com - Supertramp - It's Raining Again”. Arkiverad från originalet den 2 mars 2009. https://web.archive.org/web/20090302155950/http://norwegiancharts.com/showitem.asp?key=887&cat=s. Läst 22 februari 2009.
8. ↑  ”Supertramp - It's Raining Again - hitparade.ch”. http://hitparade.ch/showitem.asp?interpret=Supertramp&titel=It%27s+Raining+Again&cat=s. Läst 22 februari 2009.
9. 1 2 3  ”allmusic - Supertramp - Billboard singles”. http://www.allmusic.com/artist/supertramp-p5562. Läst 22 februari 2009.